# Phyllopectis
Phyllopectis is een geslacht van rechtvleugeligen uit de familie sabelsprinkhanen (Tettigoniidae). De wetenschappelijke naam van dit geslacht is voor het eerst geldig gepubliceerd in 1948 door Rehn.

## Soorten
Het geslacht Phyllopectis  is monotypisch en omvat slechts de volgende soort:
- Phyllopectis crepitans (Redtenbacher, 1892)